# Kolczak obłączasty

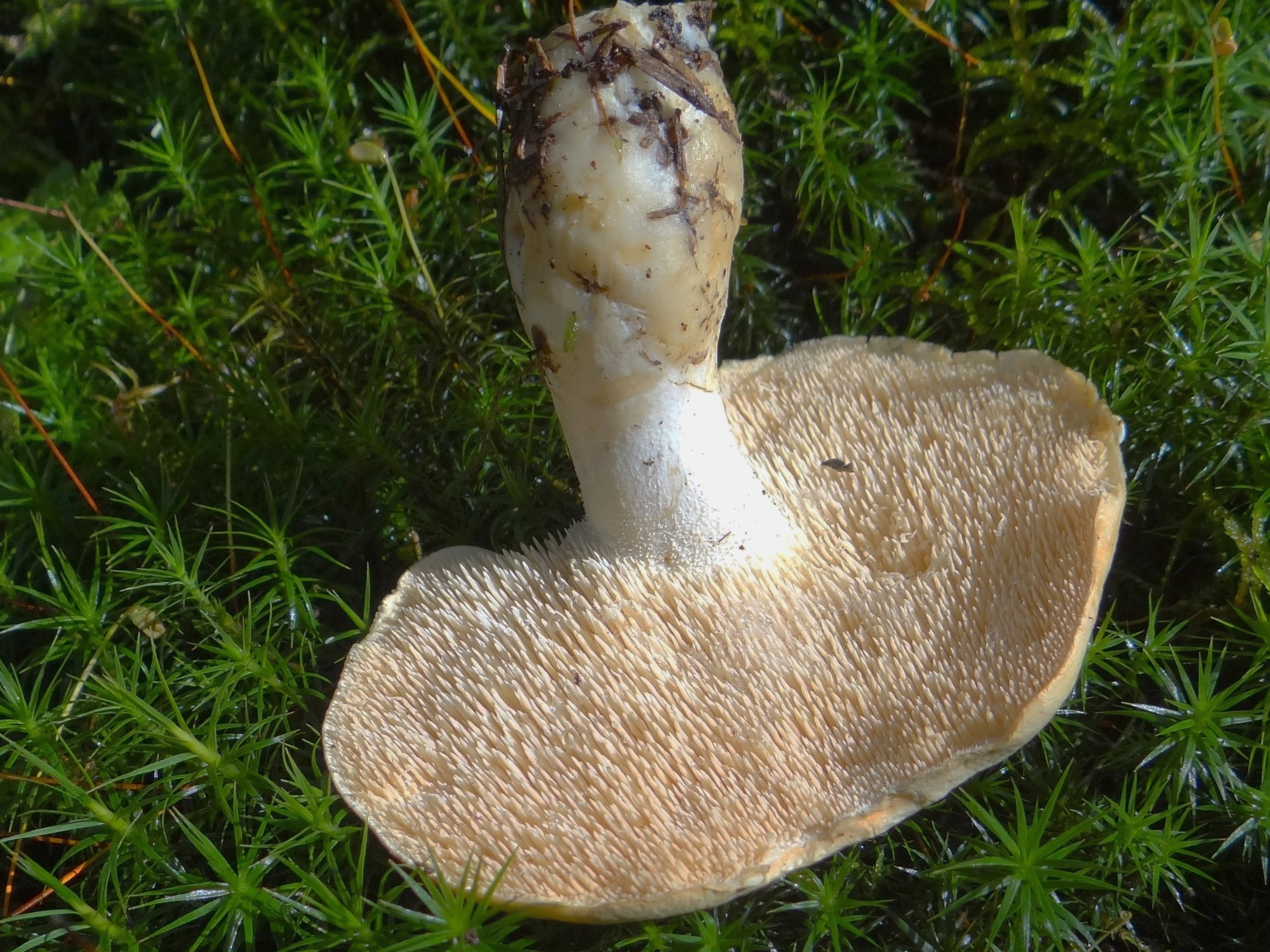
Hymenofor kolczaka obłączastego

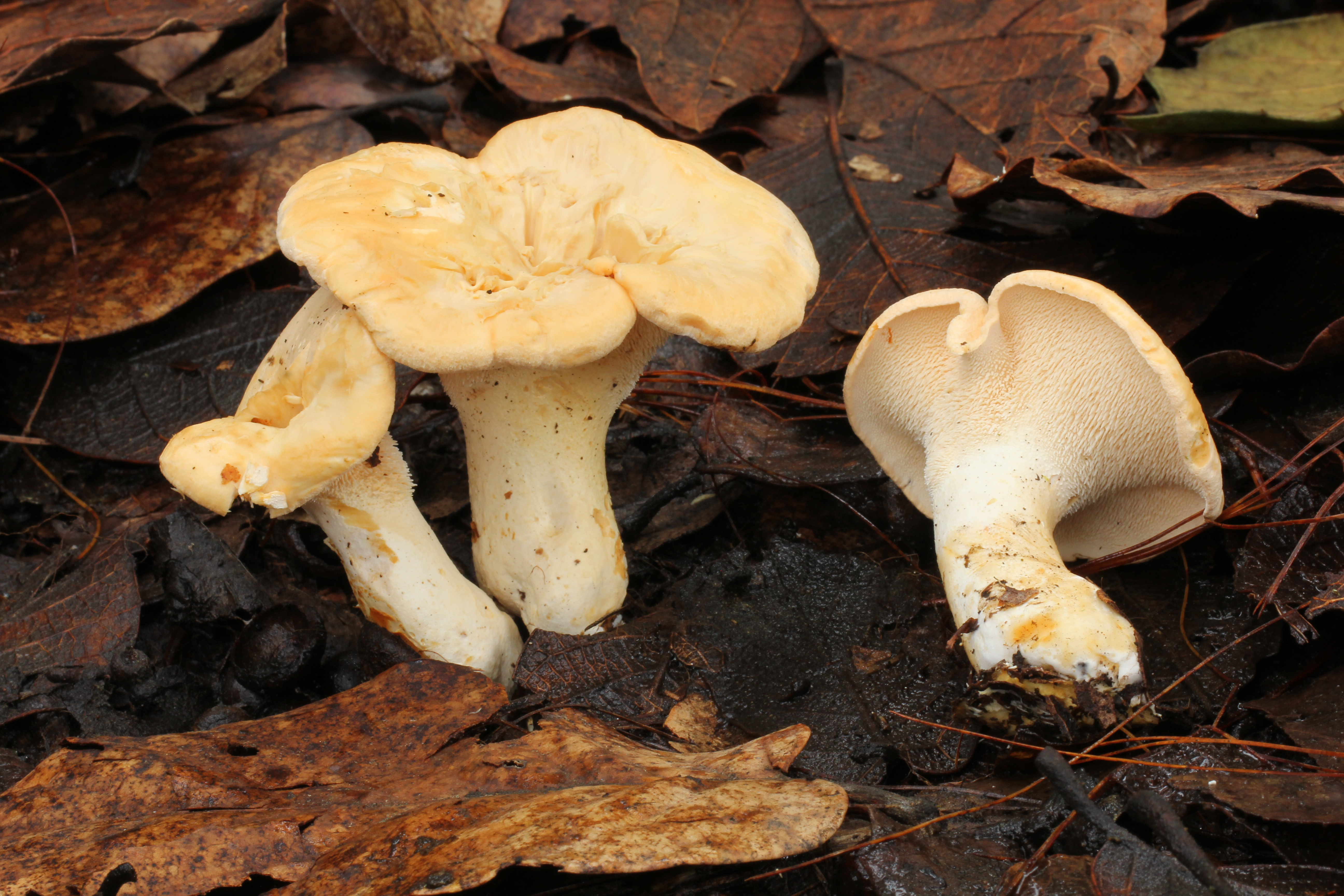

Kolczak obłączasty (Hydnum repandum L.) – gatunek grzybów należący do rodziny kolczakowatych (Hydnaceae).

## Systematyka i nazewnictwo
Pozycja w klasyfikacji według Index Fungorum: Hydnum, Hydnaceae, Cantharellales, Incertae sedis, Agaricomycetes, Agaricomycotina, Basidiomycota, Fungi.
Nazwę naukową nadał mu Karol Linneusz w 1753 r. i jest aktualna. Synonimów naukowych ma ok. 40.
Nazwę polską podał Feliks Berdau w 1876 r. W polskim piśmiennictwie mykologicznym gatunek ten opisywany był też jako kolczak blaszkowaty, sarna zaroślowa, siarna, kolczak obłączysty.

## Morfologia
Kapelusz
Średnicy do 4–10(15) cm, w środku zwykle wklęsły, barwa biaława do bladopomarańczowej. Powierzchnia sucha, naga i gładka, czasem delikatnie omszony. Kształt zmienny, brzeg podgięty i nieregularny. Charakterystyczną cechą jest jego kruchość. Owocniki często zrośnięte po kilka. W czasie suszy kolor blednie, staje się wyraźnie jaśniejszy.
Hymenofor
Kolce o długości do 6 mm, gęste i czasami nieco zbiegające po trzonie. Barwa biaława do bladopomarańczowej. Kruche tak samo, jak i kapelusz. Na młodych owocnikach są krótkie i bladożółte, później dopiero stają się dłuższe i nabierają takiej samej barwy jak kapelusz.
Trzon
Wysokość do 7 cm, grubość 1,5–4 cm, zwykle ekscentryczny, twardy, pełny, często nieregularnie powyginany. Barwa od białej przez kremową do rdzawobrązowawej.
Wysyp zarodników
Biały do bladokremowego, nieamyloidalny. Zarodniki bezbarwne i gładkie, prawie kuliste, o rozmiarach 6,5–9 × 5,5–7 μm.
Gatunki podobne
- kolczak rudawy (Hydnum rufescens), który ma bardziej intensywny kolor, granica między kolcami jego hymenoforu a trzonem jest bardzo wyraźnie zaznaczona, a kolce nie zbiegają na trzon[8].
- bielaczek owczy, zwłaszcza młode osobniki[6]. W kolczakach już u kilkumilimetrowych owocników widoczne są kolce.

## Występowanie i siedlisko
W Ameryce Północnej i w Europie jest szeroko rozprzestrzeniony. W Polsce również jest pospolity.
Grzyb mykoryzowy. Rośnie od lipca do października (listopada) w lasach iglastych, liściastych oraz mieszanych. Lubi gleby ilaste o dużej zawartości wapnia. Mikoryzę tworzy najczęściej ze świerkiem i bukiem. Owocniki wyrastają często w dużych grupach.

## Znaczenie
Grzyb jadalny: zapach i smak świeżych owocników jest przyjemny, natomiast stare egzemplarze stają się gorzkie i ze względu na kwaskowaty smak jego wartość konsumpcyjna jest trzeciorzędna. W Polsce jest rzadko zbierany. Nadaje się do suszenia i przyrządzania konserw.